# Paraboea glanduliflora
Paraboea glanduliflora är en tvåhjärtbladig växtart som beskrevs av Euphemia Cowan Barnett. Paraboea glanduliflora ingår i släktet Paraboea och familjen Gesneriaceae. Inga underarter finns listade i Catalogue of Life.